# Tatosoma
Tatosoma is een geslacht van vlinders van de familie spanners (Geometridae), uit de onderfamilie Larentiinae.

## Soorten
- T. agrionata Walker, 1862
- T. alta Philpott, 1913
- T. apicipallida Prout, 1914
- T. fasciata Philpott, 1914
- T. lestevata Walker, 1862
- T. monoviridisata Clarke, 1920
- T. tipulata Walker, 1862
- T. topea Philpott, 1903
- T. transitaria Walker, 1862